# David Booth (basket-ball)
Pour les articles homonymes, voir David Booth.
David Booth, né le 28 mai 1970 à Peoria, dans l'Illinois, est un joueur américain de basket-ball évoluant aux postes d'ailier fort et de pivot, devenu dirigeant.

## Biographie
Après quatre années universitaires dans les rangs des Blue Demons de DePaul, où il devient le deuxième meilleur marqueur de l'histoire de l'équipe, il commence sa carrière professionnelle à Évreux, réalisant une moyenne de 26,7 points, 6,9 rebonds et 2,9 passes décisives. Il revient aux États-Unis à l'issue de cette saison et rejoint la CBA, disputant la saison 1993-1994 avec le Chinook de Tri-City, puis les Sun Kings de Yakima. 
David Booth remporte le titre de champion du Venezuela en 1994 avec les Trotamundos de Carabobo. 
Il rejoint ensuite le club italien de Pavie en Serie A2 pour des moyennes de 38,8 points, 11,1 rebonds, 0,9 passes décisives et 3,7 interceptions.
Booth retourne en France lors de la saison 1995-1996 dans les rangs des Toulouse Spacer's. Il inscrit 31,3 points, 8,7 rebonds, 3 passes décisives et 1,4 interceptions, remportant le titre de MVP étranger de Pro B. Il dispute lors de l'été 1997 la Summer Pro League, avec les Lakers de Los Angeles signant un contrat avec l'équipe en septembre, mais il est évincé le 21 octobre 1996, quelques jours avant le début de la saison 1996-1997. Il signe alors avec Dijon et devient meilleur marqueur de Pro A de la saison 1996-1997, avec 22,6 points de moyenne.
David Booth retourne en CBA aux Bobcats de La Crosse, disputant 48 matchs lors de la saison 1997-1998 pour une moyenne de 18,5 points et 5,8 rebonds. Il est sélectionné dans la All-CBA First Team. Il joue ensuite aux Philippines, puis de nouveau en Italie, revient en CBA au Stampede de l'Idaho, puis connaît une expérience en Grèce avec l'Aris Salonique.
Il signe avec le club japonais des Panasonic Super Kangaroos en 2001, devenant le meilleur marqueur (32,3 points) et le meilleur rebondeur (13,9 rebonds) de la JBL Super League lors de la saison 2001-2002. Il est de nouveau meilleur marqueur (31,4 points) lors de la saison suivante. Il termine meilleur rebondeur, avec 14,0 rebonds. Il met un terme à sa carrière de joueur à l'issue de la saison 2004-2005.
David Booth devient ensuite recruteur pour les Grizzlies de Memphis durant quatre ans, puis entraîneur adjoint de son ancienne équipe des Blue Demons de DePaul entre 2009 et 2010. Il est engagé par les Pelicans de La Nouvelle-Orléans en tant que Director of player personnel de 2014 à 2019. Le 22 juin 2020, il est engagé par la NBA comme vice-président des opérations basket.

## Palmarès
- First-team All-Great Midwest 1992
- Champion du Venezuela 1994
- MVP de Pro B 1996
- Meilleur marqueur du championnat de France 1997
- Sélectionné lors du All-Star Game LNB 1997
- All-CBA First Team 1998
- Meilleur marqueur de la JBL Super League 2002, 2003
- Meilleur rebondeur de la JBL Super League 2002, 2004